# Torre Drumcoltran

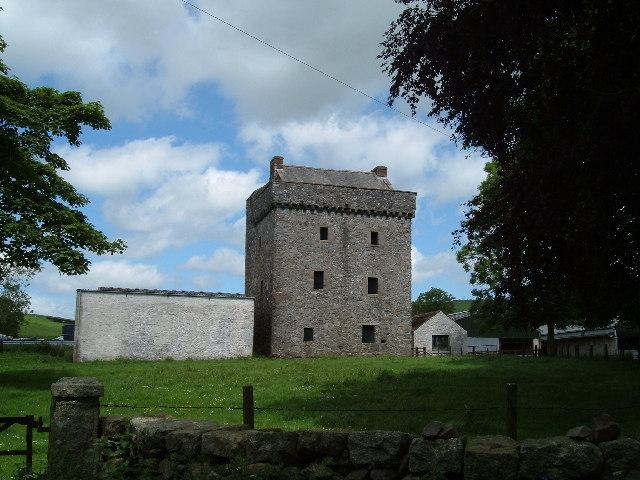
Torre Drumcoltran, Escócia.

A Torre Drumcoltran (em língua inglesa Drumcoltran Tower) é uma torre localizada perto de Kirkgunzeon, Dumfries and Galloway, Escócia.
Encontra-se classificada na categoria "A" do "listed building" desde 4 de novembro de 1971.